# Владимир Пинзов
Владимир Пинзов е български футболист, нападател и съдия.

## Биография
Владимир Пинзов е роден през 1917 година във Варна. Играе за ФК Тича между 1936 – 1944 година и за Черно море между 1945 – 1946 година. Има 124 мача и 53 гола в градското и областно първенство на Варна и в републиканското първенство на България. Шампион на страната през 1938, вицешампион през 1936 г.
След приключването на футболната си кариера през 1946 година, продължава да се занимава със спорт, през 1957 година дебютира като рефер и ръководи мачове в А група.